# Kamala Harris
Kamala Devi Harris (født 20. oktober 1964 i Oakland, Californien, USA) er en amerikansk politiker, der fra 20. januar 2021 til 20. januar 2025 var vicepræsident i USA.
Harris var Det demokratiske partis officielle kandiat til præsidentvalget i 2024.
Hun repræsenterede delstaten Californien i det amerikanske Senat fra 2017 indtil hun trak sig fra posten 18. januar 2021 i forbindelse med sin indsættelse som vicepræsident. Hun har tidligere tjent som Distriktsadvokat for San Francisco, fra 2004 til 2011, samt som Californiens justitsminister, fra 2011 til sin indsættelse i Senatet i januar 2017. Harris er medlem af det Demokratiske Parti.
Harris blev valgt til vicepræsidentkandidat af Joe Biden op til præsidentvalget i 2020, som Biden og Harris vandt mod Donald Trump og Mike Pence. Dermed blev Kamala Harris den første kvindelige vicepræsident. Som datter af en indisk mor og en far fra Jamaica er hun den første vicepræsident med afrikansk-amerikansk og med asiatisk-amerikansk baggrund og i det hele taget den kvinde, der er blev valgt til det højeste embede i USA's historie.

## Baggrund
Harris voksede først op i Berkeley med sin mor, genforskeren Shyamala Gopalan, og faderen, professor i økonomi ved Stanford University Donald J. Harris, og sin tre år yngre søster, den politiske aktive jurist Maya Harris. Harris far indvandrede som student fra Jamaica i 1961 og hendes mor som student fra Indien i 1958 og under sin opvækst besøgte døtrene både en afroamerikansk baptistkirke og et hinduistisk tempel. Fra førskolealderen deltog hun i et program hvor farvede børn kunne blive integreret i skoler i andre områder. Da hun var syv år blev forældrene skilt og som tolvårig flyttede hun med sin mor og søster til Montreal i Quebec, Canada, hvor hun gik i en fransksproget skole.
Efter skoleafslutningen 1981 vendte hun tilbage til USA og fortsatte studierne ved Howard University i Washington, DC, hvor hun fik en bachelorgrad i statskundskab og nationaløkonomi i 1986. Derefter bestod hun den avancerede amerikanske juristeksamen fra University of California i 1989 og begyndte at praktisere som jurist i Californien i 1990, først som anklager for grove forbrydelser i Alameda County fra 1990 til 1994, siden som anklager i San Francisco fra 1998 til 2004. Fra 2004 til 2011 var hun distriktsanklager i San Francisco.

## Politisk virke

### Tidlig karriere
I 2010 vandt hun valget til posten som Californiens justitsminister og blev i 2014 genvalgt med et stort flertal af stemmerne. Den 8. november 2016 slog hun sin partifælle Loretta Sanchez ved senatsvalget i USA i november 2016 og blev dermed valgt som efterfølgeren til den afgående senator Barbara Boxer. Hun er Californiens tredje kvindelige senator samt den første af jamaicansk og indisk afstamning.
I Senatet sad hun blandt andet i retsudvalget, efterretningsudvalget, budgetudvalget, og sikkerhedsudvalget. Hendes spørgsmål under høringer tiltrak sig ofte opmærksomhed, blandt andet under høringen af Brett Kavanaugh, som Donald Trump havde nomineret til posten som højesteretsdommer.
Hun var opstillet til at blive den Demokratiske kandidat ved Præsidentvalget i november 2020, men trak sig den 3. december 2019. Den 8. marts 2020 annoncerede hun, at hun i det videre præsidentræs ville støtte tidligere vicepræsident Joe Biden.
Den 11. august 2020 annoncerede Biden, at Harris ville være hans vicepræsidentkandidat til præsidentvalget i november.

### Vicepræsident i USA
Efter Bidens sejr ved præsidentvalget den 3. november 2020 blev hun den 14. december 2020 valgt som vicepræsident af Valgmandskollegiet og indsat den 20. januar 2021.

### Præsidentkandidatur 2024
Efter at Joe Biden trak sig tilbage som kandidat den 21. juli, foreslog han hende som den nye demokratiske kandidat til det kommende præsidentvalg.
Den 22. juli samme år havde Harris samlet tilstrækkelig ikke-bindende støtteerklæringer fra delegater til demokraternes nominationsmøde.
Den 2. august 2024 sikrede Harris sig nok stemmer til at blive Det demokratiske partis kandidat til præsidentvalget i 2024. Den 5. august samme år blev hun valgt som demokraternes officielle kandidat. Der var ingen andre kandidater ved valget. Hun stillede op med Tim Walz som vicepræsidentkandidat.
Den 5. november 2024 tabte Harris præsidentvalget mod modstanderen Donald Trump, hvor hun fik 226 valgmænd mod Trumps 312.